# Tetragonisca angustula
La abeja angelita (Tetragonisca angustula), también conocida como yateí o yatey, doncella, chumelo, mariola, ramichi, abeja señorita, gimero y mariaseca, es un insecto de la familia Apidae, que se encuentra desde México hasta el sur de Brasil, el noreste de Argentina en buena parte del territorio de Paraguay , Bolivia y Perú. Estas abejas pertenecen a la tribu Meliponini, «abejas sin aguijón», que habitan áreas tropicales y subtropicales y son nativas del continente americano. Tetragonisca angustula forma colmenas y produce una miel de alta calidad que es utilizada por los lugareños con fines alimenticios y medicinales.

## Descripción

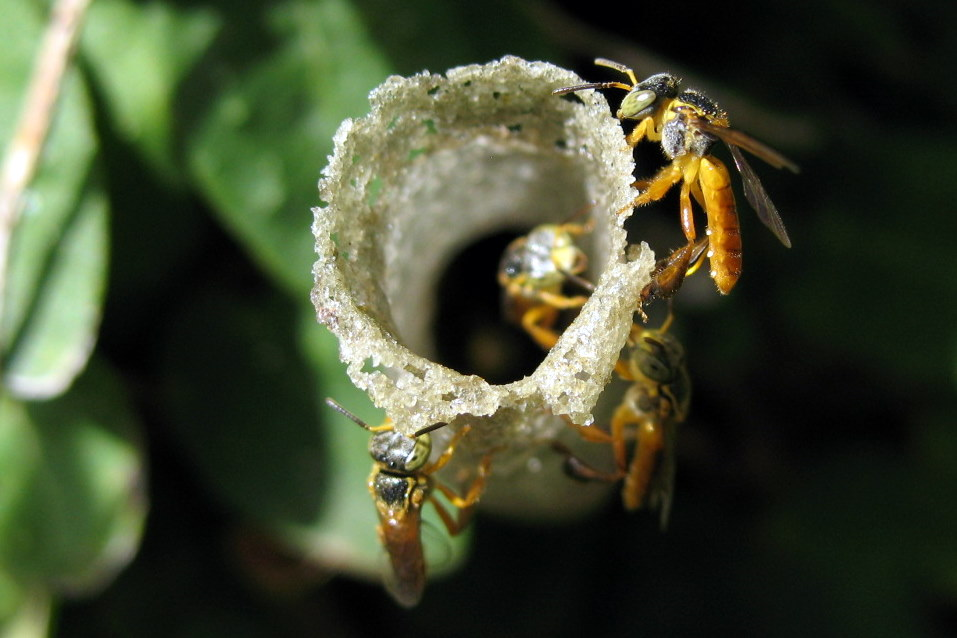

Las obreras miden de cuatro a cinco milímetros de longitud; tienen cabeza y tórax negro brillante, cuerpo delgado, abdomen amarillo; las tibias de las patas posteriores poseen una canasta para el polen. Las reinas desarrollan mucho el abdomen debido a la activación de los ovarios. Los machos no tienen canasta y presentan líneas o manchas amarillas en el rostro.

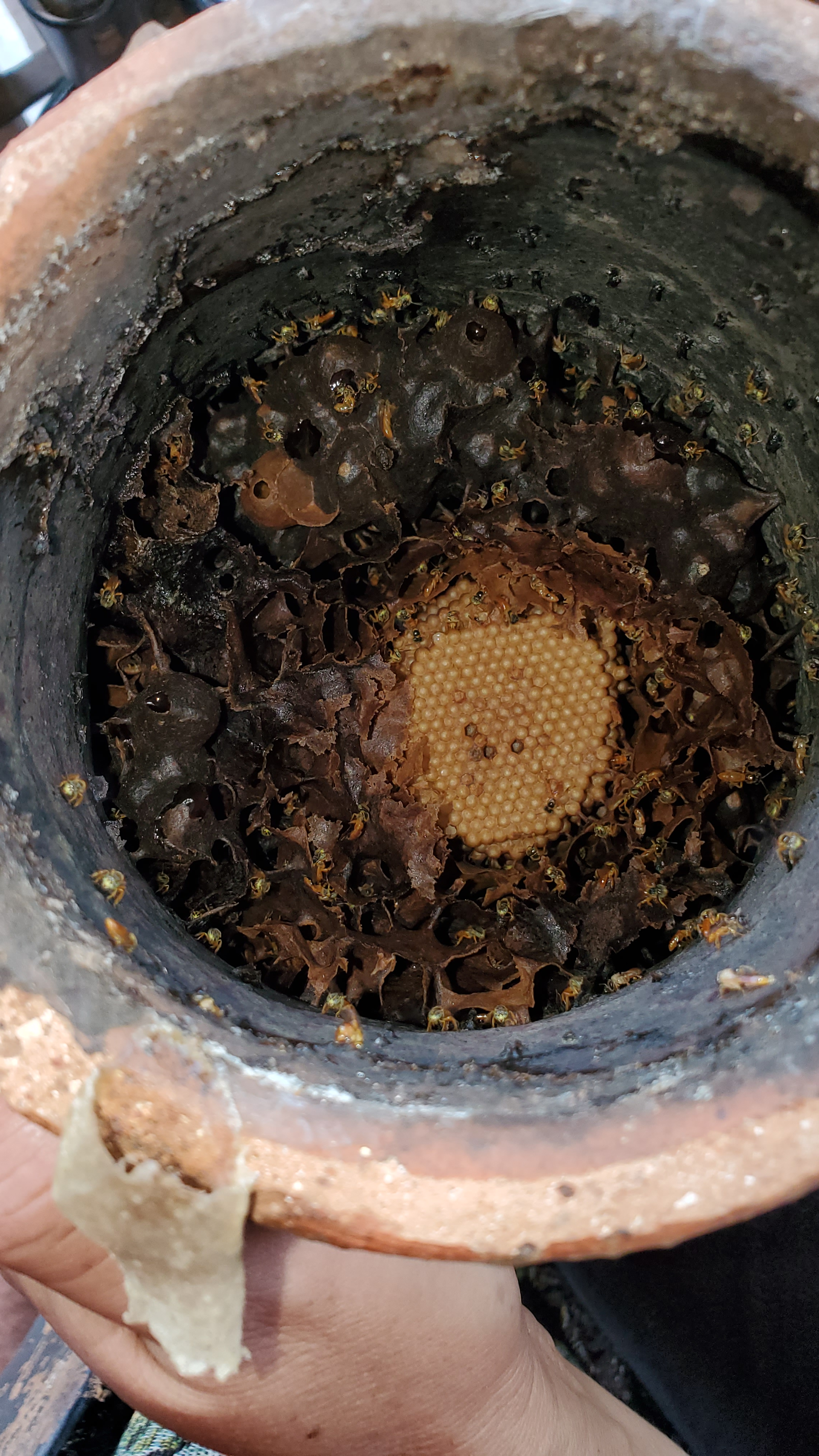
Colonia de abejas angelita en Pespire, Honduras.

## Ciclo
El huevo dura hasta seis días. La larva, diez. La pupa, veinte. Desde la postura del huevo hasta la emergencia de la abeja, pasan 36 días.

## Colmena
Se multiplica por enjambres. Nidifica en cavidades de troncos de árboles o guaduas o en muros. La entrada del nido es un tubo, construido con cera blanda, su pared es delgada y tiene pequeños agujeros. Cada colonia tiene de dos mil a cinco mil abejas.

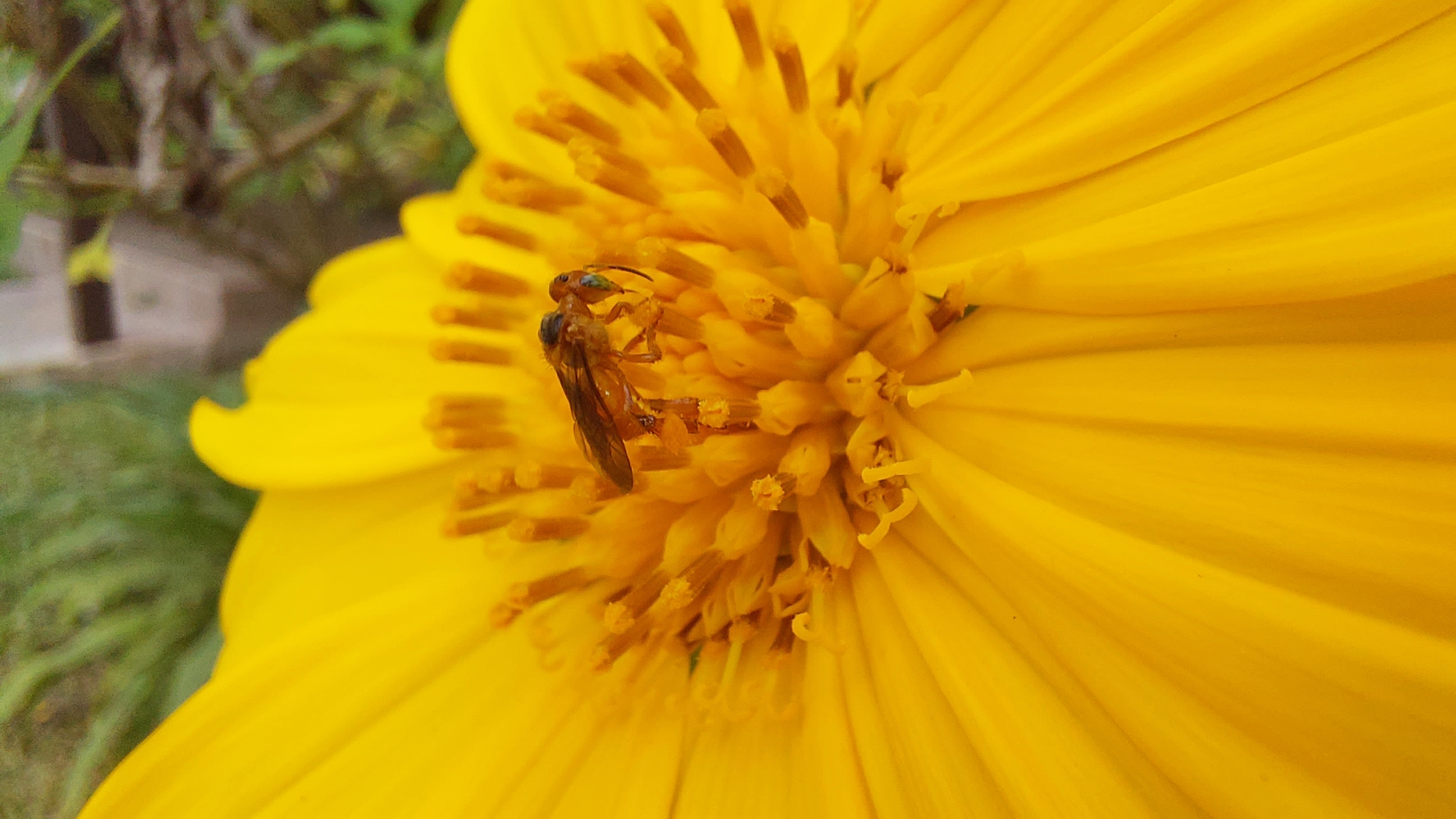
Abeja ramichi (Tetragonisca angustula) recogiendo néctar y polen

## Uso
Su miel es muy apreciada para la alimentación y se le atribuyen propiedades medicinales. Se ha comprobado que su miel contiene sustancias antibióticas, pero su uso se debe hacer con vigilancia médica. Es llamada «ángel» porque no pica y por su deliciosa miel.
Desde 2019, el Código Alimentario Argentino incluyó —junto a la ya reconocida Apis mellifera— a la fiebrigi Schwarz, conocida comúnmente en Argentina como «yateí, rubita o mestizo», como productora de miel para el consumo humano. A diferencia de la miel de Apis, conocida y consumida mayormente por la población, la miel de yateí tiene mayor porcentaje de humedad y son fermentadas naturalmente por microorganismos por lo que son más ácidas, esto le confiere propiedades organolépticas particulares. Además, tiene la ventaja de que al ser nativa de la región ayuda a la conservación del medio ambiente. La miel de estas abejas es usada como medicina y como alimento tanto por indígenas como por descendientes de inmigrantes.

## Nombres comunes
En Honduras se les conoce con el nombre de gimero o abeja ángel, en El Salvador se les conoce como chumelo, en Costa Rica  se les conoce como mariolas, en Perú se les conoce como ramichi, en Bolivia se les conoce como abeja señorita y la miel se utiliza para tratar problemas de la vista.